# Luna Halo
Luna Halo is een rockband die in 1999 opgericht is door Nathan Barlowe en Jonny MacIntosh.

## Bandleden
- Nathan Barlowe - zang, Gitaar
- Cary Barlowe - Gitaar, Vocals
- Aaron Jenkins - Bas
- Chris Coleman - Drum

## ex Bandleden
- Jonny MacIntosh - Gitaar
- Brad Minor - Bas
- Jimmy Hendrix - Bas
- Jonathan Smith - Drum
- Mark Kruezer - Drum

## Discografie
- Shimmer [Sparrow] 2000
- Luna Halo (ep) 2002
- New Drug (ep) 2003
- Wasting Away (ep) 2004
- Tour (ep) [American/Warner Bros] 2006
- Luna Halo (ep) [American/Columbia] 2007 (alleen te downloaden)
- Luna Halo [American/Columbia] 2007